# Битка код Черезоле
Битка код Черезоле вођена је 11. априла 1544. године између француске војске са једне и шпанско-немачке војске са друге стране. Завршена је француском победом.

## Битка
Снаге Немачког царства предводио је Алфонс Васто. Имале су око 20.000 пешака и 1.500 коњаника. Французи су имали нешто мање пешака, али више коњаника, нарочито оклопних. Главна ударна снага Немаца били су ландскнехти, а Француза Швајцарци. После вишечасовног ватреног боја, Васто је кренуо у напад. Битку је решио удар копљаника.

## Последице
Губици Француза били су мали. Немачки губици били су огромни, око половине ефектива од којих око 5.000 погинулих. Победом код Черезоле, Французи су осујетили немачки покушај деблокаде Карињана.